# Вербально-коммуникативные методы
Вербально-коммуникативные методы — группа психологических и, в частности, психодиагностических методов на основе речевого (устного или письменного) общения. Наряду с экспериментальной психологией, эти методы применяются, также, в социологических и маркетинговых исследованиях, педагогике.

## Общие сведения
Исследование, применяющее эти методы, осуществляется через вербальное общение, при этом исследователь может как непосредственно общаться с респондентом (беседа, интервью), так и делать это посредством анкеты или теста. Вербально-коммуникативные методы могут использоваться в разных целях — психотерапевтических, диагностических, экспериментальных, исследовательских и др.
В случае их  использования психологом, вербально-коммуникативные методы могут выступать как самостоятельные приемы его работы -  диагностической, исследовательской, консультационной и психокоррекционной. 
Таже они могут использоваться как естественные компоненты других методов, таких как, инструктирование в эксперименте и тестировании, психотерапевтическое собеседование, сбор биографических данных, опросы в праксиметрии и социометрии и т. д.
В зависимости от конкретного метода применяющий его исследователь (или его представитель-посредник) может называться корреспондентом, ведущим, опрашивающим, слушающим, интервьюером, анкетером. Исследуемый может быть назван респондентом, ведомым, отвечающим, говорящим, интервьюируемым, анкетируемым. 

## Виды вербально-коммуникативных методов
Основными видами вербально-коммуникативных методов являются беседа и опрос. (В зависимости от цели и позиции того, кто проводит классификацию, интервью может быть отнесено или к методу беседы или к методам опроса).
Специфика вербально-коммуникативных методов состоит в том, что они неотъемлемы от процесса интенсивного общения исследователя с исследуемым. Другими словами, для успешной реализации задачи исследования, как правило необходимо и достаточно достичь плодотворного взаимодействия между исследователем и исследуемым. Такое взаимодействие. как правило, нельзя осуществить без установления благоприятных взаимоотношений. 
- Метод беседы[3]
  - Интервью[2]
- Методы опроса[3]
  - Анкетирование[3]
  - Интервью[3][2]
    - Клиническое интервью

  - Личностные тесты

## Рекомендуемая литература
- Никандров В. В. Вербально-коммуникативные методы в психологии. СПб.: Речь, 2002. ISBN 5-9268-0140-0